# Gyula Cseszneky
El Conde Gyula István Cseszneky de Milvány et Csesznek; (28 de junio de 1914, Nagymajor, Imperio austrohúngaro —ca. 1970) fue un poeta, traductor, militar y espía húngaro que participó en la reanexión de Transilvania del Norte por Hungría, tuvo el cargo de ayudante del campo del rey croata Tomislav II y el del gran voivoda macedonio. También fue involucrado en diferentes conspiraciones antinazis y jugó un papel importante en el rescate de los judíos perseguidos.
Cseszneky fue el hijo de un noble empobrecido y de la heredera de un comerciante acomodado. Cursó sus estudios en Hungría e Italia.
En 1940, después del Segundo arbitraje de Viena participó en la reanexión de Transilvania del Norte, y debido a su heroísmo excepcional demostrado durante la marcha, Miklós Horthy, Regente de Hungría le confirió el título "vitéz".
En 1941, durante la Segunda Guerra Mundial, se convirtió en un consejero de Aimone, que entonces era el rey Tomislav II del Estado Independiente de Croacia. 
En septiembre de 1943, como Alemania nazi se encargó del ejército italiano, se le obligó renunciar y fue arrestado por la Gestapo. Consiguió fugarse a Hungría donde sirvió como contacto entre el gobierno de Miklós Kállay y los participantes del golpe antinazi croata Lorković-Vokić. 
Durante la ocupación alemana de Hungría colaboró con Ángel Sanz Briz y Giorgio Perlasca en el rescate de los judíos perseguidos.
Después de la guerra, se emigró con Aimone de Aosta a Argentina y después murió en Brasil.